# Wildskorvene
Wildskorvene är en kulle i Antarktis. Den ligger i Östantarktis. Norge gör anspråk på området. Toppen på Wildskorvene är 896 meter över havet.
Terrängen runt Wildskorvene är lite kuperad. Trakten är obefolkad. Det finns inga samhällen i närheten.